# 三橋一夫 (作家)
三橋 一夫（みつはし かずお、1908年8月27日 - 1995年12月14日）は、日本の作家、健康研究家。

## 経歴・人物
兵庫県神戸市生まれ。本名・敏夫。父親の三橋信三は三菱倉庫に勤務で、後、同社社長、三菱本社理事などを歴任。父親の影響で武術をはじめるが、一方で文学少年でもあった。
慶應義塾大学経済学部卒。在学中にヨーロッパへの留学経験がある。1940年ごろから同人誌『三田文学』、『文芸世紀』などに創作を発表し、終戦後の1948年には林房雄の紹介で『新青年』に「腹話術師」が掲載され、商業誌にデビューした。「不思議小説」と銘打った奇妙な作風で好評を博し、同誌の常連執筆者となる。『新青年』1949年6月号から同誌休刊の1950年7月号まで、横溝正史の命名による「まぼろし部落」のタイトルで不思議小説を毎号連載した。1952年度上半期には自伝的長編小説『天国は盃の中に』が第27回直木賞候補に上がった。
不思議小説を断続的に発表する一方で、1950年代の半ばからは明朗小説 (ユーモア小説) を数多く手がけたが、1966年に創作の筆を折り、1970年ごろからは自論に基づいた健康法に関する著作に専念した。のちに玄道輝行会会長、身心法学研究所長、光満体育研究所所長を務めるに至った。

## 家系
三橋家は武術の家柄で、曽祖父の三橋虎蔵は幕府講武所の剣術師範をつとめた。三橋虎三の祖父が三橋成方。
剣客の伊庭秀業と、その息子の伊庭八郎、伊庭想太郎も親族となる。

## 著書
- 山県大弐 戯曲 附・鴨川しぶき 西東書林 1936
- 薔薇の細道 富士書房 1943 (文芸世紀叢書)
- 仮面の花 偕成社 1949
- 消ゆる花園 偕成社 1950
- 天国は盃の中に 新小説社 1951 (新小説文庫)
- 忍術結婚 明朗小説 豊文社 1953
- 無敵坊ちゃん 豊文社 1954 のち春陽文庫
- 無敵坊ちゃん暴れ風土記 豊文社 1954
- 空手先生 無敵坊ちゃん 豊文社 1954
- 魔の淵 山田書店 1954
- 力道山物語 プロ・レスラー 室町書房 1954
- 不思議小説 第1-3集 室町書房 1954
- ダンゴ屋そうどう 宝文館 1955 (少年少女ユーモア文庫)
- タヌキの秘密 宝文館 1955 (少年少女ユーモア文庫)
- 力道山アルバム（編）久保書店 1955
- 新編酒中日記 和同出版社 1955
- 坂田金時 第1山ノ手書房 1955
- 拳骨公子 桃源社 1956
- 猿飛江戸に現わる 桃源社 1956
- 新婚ばんざい 桃源社 1957 (ユーモア名作文庫)
- 花嫁紛失 桃源社 1957 (ユーモア名作文庫)  のち春陽文庫
- 新婚拳法 同人社 1957
- 恋と鉄腕 桃源社 1957
- 拳骨売ります 同人社 1957
- ぼんくら社員と令嬢 同人社 1958 のち春陽文庫
- サカサマ天国 桃源社 1958 (ユーモア名作文庫)
- 罠にかかるのは誰だ 同人社 1958
- 第三の影 同人社 1958
- すっぽん酒場 和同出版社 1958
- 拳銃先生 桃源社 1959 (ユーモア名作文庫)
- ぼくは鬼社長 同人社 1959
- 足袋 講談社 1959 (ロマン・ブックス)
- 若旦那売り出す 和同出版社 1959
- わが名は太閤社員 同人社 1959
- 大学の顔役 小説刊行社 1959
- 無敵先生行状記 同人社 1959
- お茶漬社員 大和出版 1959
- 最高殊勲社員 大和出版 1959
- 若旦那奮戦する 小説刊行社 1960
- 花婿募集中 同人社 1960
- 青年秘書誕生 小説刊行社 1960 のち春陽文庫
- 無鉄砲社員 大和出版 1960
- 湖畔の決斗 小説刊行社 1960
- 銀座太郎 桃源社 1960
- 無敵五人男 小説刊行社 1960 のち春陽文庫
- 青空男児 小説刊行社 1960
- 消えた娘 桃源社 1960 のち春陽文庫
- 鉄拳社員 大和出版 1960
- 社員武勇伝 小説刊行社 1960
- 一進一退 大和出版 1960
- カミナリ拳法 同人社 1960
- 鉄腕五人男 小説刊行社 1960
- 天は晴れたり 小説刊行社 1961
- 純情野郎 桃源社 1961
- おしどり風来坊 同人社 1961
- 闘志は燃えて 三洋社 1961
- 大暴れ若旦那 大和出版 1961 のち春陽文庫
- 雄叫びあげた若人が 三洋出版社 1961
- 栄光われにあり 三洋出版社 1961
- 烈日の意気高らかに 三洋出版社 1961
- 勝利の歌 三洋出版社 1961
- 骨董殺人事件 桃源社 1961
- 吼えろ若獅子 三洋出版社 1961
- 青春の眸は澄みて 三洋出版社 1961
- 若き血に燃ゆ 三洋出版社 1961
- 打てよ砕け 三洋出版社 1961
- 憑かれた男 三洋出版社 1962
- 卍の塔 青樹社 1962
- 疑惑 青樹社 1962
- 愚かな奴 青樹社 1962
- 灰色の乾杯 青樹社 1962
- 揺れる斜面 青樹社 1962
- 曇り のち晴 青樹社 1966
- 蛮から大学 青樹社 1966「ばんから大学」春陽文庫
- 24時間強健法 3分間体操からスタミナ食まで ダイヤモンド社 1967
- 24時間スタミナ強化法 気力・体力・精力 おとなの健康法 ダイヤモンド社 1967
- 日本の妙薬 ルック社 1968
- 日本の料理 ルック社 1968
- 五輪之書 現代版 兵法の極意を現代に生かす処世術 実務教育出版 1969
- 漢方スタミナづくり 30才からのスタミナ㊙作戦 佐々木宏共著 檸檬社 1970
- ひとりでやる3分体操 これだけで神経が図太くなる 青春出版社 1970 (プレイブックス)
- 難病持病相談 現代に生きる秘伝と妙薬 ダイヤモンド社 1971
- 大学の爆弾児 1971 (春陽文庫)
- 大学の熱血児 1971 (春陽文庫)
- げんこつ青春記 1972 (春陽文庫)
- 霊薬 知られざる日本の良薬のすべて エール出版社 1973
- 医者いらずの治療法 イザという時あわてないですむ本 サニー出版 1973
- 女房にやらせる3分あんま 今日の疲れは今日のうちに サニー出版 1974
- 病気を防ぐ食べ物 イノチを強くする食事法 サニー出版 1974
- しゅんの食物健康法 付・薬草の家庭栽培 慧文社 1974
- 百円健康法 どこにでもある自然食の秘密 六法出版社 1974 (サンブックス)
- 病気の予知法 こんな症状はこんな病気の前兆 エール出版社 1974 (Yell books)
- 体質は変えられる 虚弱体質は必ず治せる エール出版社 1974 (Yell books)
- 悩みをとる本 さわやかに暮らす秘訣 エール出版社 1974
- 怠け者の健康法 マジメ人間は早死する エール出版社 1975 (Yell books)
- 病気の自己診断 こんな症状が出たらこんな病気にご用心 エール出版社 1975 (Yell books)
- 虚弱体質は必ず治る ラクラク体質改善法 エール出版社 1975 (Yell books)
- 薬いらずの治療法 一家に一冊・イザという時の本 エール出版社 1975 (Yell books)
- 死を考えて生きる 死を考えてこそ毎日の生の充実がある エール出版社 1975 (Yell books)
- 酔っぱらい健康法 ノメない人までノミたくなる 学芸書林 1975 (ボア・ブックス)
- 梅干健康法 なぜ健康によいのか、身体にどう効くか エール出版社 1975
- らくらく健康法 誰にでも手軽にできる 巨朋社 1975 (Mon book series)
- ヒフ (皮膚)健体術 全身活性と体質改造の極意 祥伝社 1975 (ノン・ブック)
- 護身強健法 あなたを守る体操と知恵 ダイヤモンド社 1975
- 天災・人災心得帖 あなたを守る-秘訣 六法出版社 1975 (サンブックス)
- 強い子に育てる 子供の病気・こんな時どうする エール出版社 1975 (Yell books)
- 誰でも百三十歳まで生きられる 60・70はまだ子供。花咲く人生はこれからだ エール出版社 1976
- ふしぎなふしぎな物語 1-41976 (春陽文庫)
- やせる健康法 やせ方常識のウソ エール出版社 1976 (Yell books)
- 病気を治す薬草 イザという時役立つ・症状別の使用法80種 エール出版社 1977.9 (Yell books)
- 若々しくなる健康法 手軽な体操で体質改善 巨朋社 1977.3 (Mon book series)
- 和漢方入門 日刊工業新聞社 1977.8
- 青春恋修業 1977.7 (春陽文庫)
- 酢とにんにくは効く この謎の神薬の驚くべき健康効果を探る エール出版社 1980.9 (Yell books)
- 24時間強健法 3分間体操からスタミナ食まで ダイヤモンド社 1980.3
- 誰にでもできる体質改善法 六法出版社 1980.9
- 日本人のからだにあった403の健康法 六法出版社 1980.8
- 病気とつきあう法 ダイヤモンド社 1981.2
- 気の健康法 六法出版社 1982.12
- 三橋一夫の健康哲学 中春期40代から70代… 六法出版社 1983.7
- 子育てから子離れへ 親と子のこころのふれあい 六法出版社 1984.5
- 病気とんでけ健康法 病弱な人には悪霊がついている 東林出版社 1987.11
- らくらく体操健康法 著者80年の体験 東林出版社 1988.5
- 病気やケガのときのおじいちゃんの健康知恵 東林出版社 1989.10
- 勇士カリガッチ博士 国書刊行会 1992.6 (探偵クラブ)
- 腹話術師 出版芸術社 2005.10 (三橋一夫ふしぎ小説集成 1)
- 鬼の末裔 出版芸術社 2005.11 (三橋一夫ふしぎ小説集成 2)
- 黒の血統 出版芸術社 2005.12 (三橋一夫ふしぎ小説集成 3)
- 食べ物スピリッツ 生きていく上で最も大切な健康のココロエ クリタ舎 2006.6

### 翻訳
- さばく都市 / ブノア 偕成社 1957 (名作冒険全集)
- ゼンダ城のとりこ ホープ 偕成社 1958 (名作冒険全集)